# Le Bry
Le Bry est une localité et une ancienne commune suisse du canton de Fribourg, située dans le district de la Gruyère.

## Histoire
Des vestiges d'un habitat gallo-romain des IIe et IIIe siècles ont été découverts au Bry. Riche nécropole du haut Moyen Âge, Le Bry était une dépendance de la seigneurie de Pont : un château du XIIe siècle et un ancien bourg dans un méandre de la Sarine. En 1482, la seigneurie est vendue à Fribourg et devient le premier bailliage du canton. La localité est rattachée au district de Bulle en 1798. Le Bry fait partie de la paroisse d'Avry-devant-Pont. L'ancienne communes est surtout actives dans les cultures fourragères et l'élevage bovin. Une partie des terres du Bry est immergée dans le lac artificiel de la Gruyère dès 1948 avec la construction du barrage de Rossens. Dès 1990, une infrastructure touristique avec port, terrain de loisirs et zone résidentielle est aménagée. En 1990 encore, plus du quart de la population travaillait dans le secteur primaire. Exploitation d'une gravière de 1957 à 1990. La distillerie Morard SA y est installée depuis 1957.
Le Bry était un hameau de l'ancienne commune de Pont-en-Ogoz. Il devint en 1970 une commune, issue de la fusion de Pont-en-Ogoz et Villars-d'Avry. Puis en 2003, l'ancienne commune de Le Bry fusionne avec Avry-devant-Pont et Gumefens pour former la nouvelle commune de Pont-en-Ogoz.

## Démographie
Le Bry comptait 216 habitants en 1970 et 274 en 2000.